# Hornbotjärnen
Hornbotjärnen är en sjö i Falu kommun i Dalarna och ingår i Dalälvens huvudavrinningsområde.